# لويس إنريكي بوروزو
لويس إنريكي بوروزو (مواليد 30 يونيو 1990) هو ملاكم إكوادوري، مثّل بلاده في الألعاب الأولمبية الصيفية 2008.

## روابط خارجية
لويس إنريكي بوروزو على موقع بوكس ريك (الإنجليزية) (registration required)
- لويس إنريكي بوروزو على موقع أوليمبيديا (الإنجليزية)